# Picumne à nuque rousse
Picumnus fuscus
Espèce
Statut de conservation UICN

 LC  : Préoccupation mineure
Le Picumne à nuque rousse, Picumnus fuscus, est une espèce d'oiseaux de la famille des Picidae (sous-famille des Picumninae), dont l'aire de répartition s'étend sur la Bolivie et le Brésil.